# Amore dillo senza ridere ma non troppo seriamente
Amore dillo senza ridere ma non troppo seriamente è un album musicale del cantautore milanese Francesco Tricarico del 2021. L'album vuole esplorare il mondo delle relazioni umane sotto tutti i punti di vista. Secondo il cantautore, questa opera può essere soggetta a diverse interpretazioni.
Dall'album sono stati estratti quattro singoli (i primi due dei quali sono stati accompagnati da un videoclip): Abbracciami fortissimo, A Milano non c'è il mare (feat. Francesco De Gregori), Mi manchi negli occhi e La bella estate.

## Tracce
1. Intro – 0:14
2. A Milano non c'è il mare (feat. Francesco De Gregori) – 3:39
3. Abbracciami fortissimo – 3:02
4. Era soltanto un gioco – 4:04
5. Mi manchi negli occhi – 3:32
6. Tre numeri in più – 3:37
7. Superficialità – 3:21
8. La bella estate – 3:31
9. La luna storta – 4:14
10. Apri gli occhi – 3:34
11. Voglia di vivere – 2:52
12. Coda – 1:06

Durata totale: 36:46